# 부에노스아이레스 지하철 E선
숩테 E선(La línea E del subte de Buenos Aires)은 아르헨티나의 수도 부에노스아이레스의 "보라색" 노선으로 1944년 6월 20일 개통되었다.

## 개요
숩테 E선은 총길이 9.6km로 하루 104,000명의 승객이 이용을 하며 볼리바르와 로스 비르레예스 광장 역을 연결한다. 아르헨티나에서 다섯 번째로 개통된 노선이며, A, C, D와 동일한 전동 방식을 채택했다.
1938년에 콘스티투시온과 아베니다 산 후안 의 교차로 사이에 3.8 km 구간 공사를 시작하여 1944년 6월 22일에야 완공식을 하였다. 1966년 4월 24일 E선은 마요 광장에서 아베니다 파 플라타까지 경로를 변경하는데, 2개의 새로운 터널을 파고, 산호세 지역에 하나를, 볼리바르와 보에도 거리 사이에 터널을 이용한다. 이 새로운 경로는 아르투로 일리야 대통령에 의해 개통되었으며, 터널만 전체 길이가 7.4km에 이른다.

## 지하철 역
- Retiro (레티로)
- Catalinas (카탈리나 스)

- Correo Central (중앙 메일)
- Bolívar (볼리바르)
- Balgrano (벨그라노)
- Independencia (인디펜덴시아)
- San José (산 호세)
- Entre Ríos (엔트레 리오스)
- Pichincha (피친차)
- Jujuy (유유이)
- General Urquiza (제네랄 우르키사)
- Boedo (보에도)
- Avenida La Plata (아베니다 라 플라타)
- José María Moreno (호세 마리아 모레노)
- Emilio Mitre (에밀리오 미트레)
- Medalla Milagrosa (메다야 미라그로사)
- Varela (바레라)
- Plaza de los Virreyes (비르레예스 광장)

## 같이 보기
- 부에노스아이레스 지하철